# Apple Books
Apple Books（iOS 11までの名称はiBooks）とは、Appleが提供する電子書籍アプリケーション。iOSの対応端末とOS X 10.9以降を搭載したMacに対応している。2010年1月27日にiPadと共に発表され、2010年中頃にiOS 4へのアップデートをもってiPhoneとiPod touchに対応した。当初はiOS端末にプリインストールされていなかったが、App Storeから無料でインストールすることができた。iOS 8のリリースに伴い、プリインストールされたアプリとなった。2013年6月10日、Apple Worldwide Developers Conferenceで、クレイグ・フェデリギは、2013年秋にはOS X Mavericksで利用できると発表した。
基本はApple Books StoreにあるEPUB形式のコンテンツをダウンロードして使用するが、iTunesのデータ同期機能を使って自身で作成したEPUBやPDFファイルを追加することも、SafariやApple Mailを通してダウンロードしたファイルやマルチメディアを組み込んだ電子書籍を閲覧することも可能である。2010年3月時点の情報によれば、VoiceOverを使用して「任意のページを読む」ことができるという。

## 歴史
iBooksは2010年1月開催のプレスカンファレンスでiPadと同時に発表されたが、自社ストアはアメリカ合衆国でiPadとiTunes 9.1のリリース3日前にオープンしている。これは歴代iPhoneシリーズの発売でAppleのサーバーに大きな負担がかかったため、それを防ぐための対策とされている。2010年3月31日にiBooks Store（現在のApple Books Store）は約6万冊取りそろえてオープンした。
2010年4月8日、AppleはiOS 4へのアップデートでiBooksをiPhone、iPod touchに対応させると発表、これにより初代のiPhoneとiPod touchへの対応はされないことになった。
2010年6月8日、WWDCでの基調講演で来月行われるiBooksのアップデートでPDFファイルの読み込みだけでなくPDFと電子書籍両方で注釈に対応することを発表した。
同年7月1日時点でiBooksはカナダでも利用可能となっている。
一方、iPhone 3GS、iPod touchといったiOS 4が動く旧機種においてiBooksの動作が遅いことに批判が噴出したが、7月19日のアップデートでAppleはいくつかの修正を行った。
2011年9月27日、アイルランドでもプレミアムストアが利用可能になった。
2012年1月18日、ニューヨークで行われた教育関連イベントでAppleはランドスケープモードでの操作やインタラクティブな読書が可能なiBooks 2の無料公開を発表した。加えて、iBooksで読めるインタラクティブな教科書を誰でも制作できる新しいアプリケーションであるiBooks AuthorをMac App Storeで公開することやiBooks Storeの拡張として教科書カテゴリを新設することを発表した。
2012年10月23日、AppleはiBooks 3を発表した。
アメリカ合衆国、イギリス、カナダ、アイルランドのみでプレミアム向けのiBooks Storeを展開しているが、2013年に日本でもiBooks Storeがオープンした。
2013年10月22日にリリースされたOS X MavericksにはMac用のiBooksが新規搭載され、Macでも電子書籍の閲覧と購入が可能になった。
2018年9月18日にリリースされたiOS 12より、iBooksからApple Booksに改名された。San Francisco書体である「SF Serif」のバリエーションが利用可能になっている。2019年より新たにNew York書体が利用可能になっている。

## 機能
バージョン3では18言語に対応しており、表示するフォントやテキストを変更することができる。英語のフォントではBaskerville、Cochin、Georgia、Palatino、Times New Roman、Verdana、Athelas、Charter、Iowan、Seravek、New York、San Franciscoが使用できる。
アプリケーション内で画面の明るさを設定アプリケーションやマルチタスクバーで設定できる範囲より広い範囲で設定できる。
単語を選択して書籍内を検索することもでき、特定の単語をクリックして「辞書」を選ぶことでその単語の定義を表示することも可能で、もしアプリケーションが定義が表示できない場合でもウィキペディアなどの外部サイトで検索できるが単語の定義を表示することが可能な場合でもオプションで設定できる。読んだところをハイライトすることができ、チャプターやメモがある電子書籍でそれを行った場合、ハイライトした単語や文章を自動的にセーブするが、さらに別機能として特定の既読部分をハイライトした後にメモを示すこともできる。
PDF方式を除く全電子書籍において以下三つのテーマを選択することができる:
- ノーマル: 黒文字に白背景
- セピア: セピア色文字に灰白色背景
- ナイト: 灰色テキストに黒背景

ブック、フルスクリーン、スクロールの3つのレイアウトが選べる。ブックやフルスクリーンのレイアウトの場合、タップやドラッグでページをめくることで紙書籍をアニメーションで再現する。スクロールではページめくりは無く、電子書籍は連続したテキストのように表示され、ウェブブラウザのように縦に読むことになる。
2011年5月までは、A・A・ミルンによる1926年の書籍『クマのプーさん』が無料でダウンロードできていた。

### 表示形式
Apple Booksは電子書籍の形式としてePubやPDFに対応している。バージョン2.0ではiBooks Authorで作成されたプロプライエタリなiBookフォーマット(IBA)にも対応している。この形式はePub形式を元にしているが、機能実現のためにApple Booksのカスタムウィジェットコードに依存している。

## Apple Books Store
Apple Books Store（iOS 11までの名称はiBooks Store）とは、iOS 4.0以降が動作する端末（iPad、iPhone、iPod touch）およびOS X 10.9以降を搭載したMacにePub形式の電子書籍をダウンロード販売するシステムである。Apple Booksで購入した電子書籍を、WindowsやLinuxといったコンピュータにダウンロードして読むことはできない。
Appleから電子書籍購入することでApple Booksの本棚でApple Book Storeからダウンロードした電子書籍を表示できる。端末間で同期することが可能なため、読んでいる本の続きを別の同期した端末で読むことができる。
iPadのお披露目に際し、ペンギンブックス、ハーパーコリンズ、サイモン&シュスター、マクミラン出版社、アシェット・ブック・グループがiBooks Storeに書籍を供給することを表明した。2010年1月27日の発表で追加の出版社を参入のために招待した。また、プロジェクト・グーテンベルクからの無料書籍3万冊以上、自費出版のスマッシュワーズからも供給されるようになった。
iPadのイベント前、マグロウヒルCEOのテリー・マグロウがCNBCのエリン・バーネットにiPadの発売をほのめかしたとされ、噂を扱ったサイトによって早期に広められ、主要マスコミもiPadの機能について報じるようになった。マグロウヒルはAppleのイベントでのiPadのプレゼンテーションに呼ばれなかったが情報を漏らしたことによる措置によるものという憶測が広がった。しかし、マグロウヒルはマグロウが情報を漏らしたわけではないとし、イベントへの参加は考えていなかったと弁明した。
2011年、Appleのスポークスパーソンは「もしアプリケーション外で書籍を購入できる機能がアプリケーションに付けたらアプリ内購入機能も同時に付けなければならない」と声明を出した。Appleが持つ30%のシェアはアプリ内購入によるものであることに起因し、他の書店による競合電子書籍アプリの財政的実行可能性は未知数であることにもかかわらず、iBooks Storeは未だに著作権切れ著作物を除く書籍にアクセスできていない。

## 論争
批判の一部としてApple Booksのインタフェースが、アンドリュー・カズとフィル・リュウによるAppleのテレビコマーシャルにも登場したClassicsというアプリケーションのものに極めて正確な模倣をしたものであること言うことのがあるが、Appleはこれを認めていない。
iBooks Authorで作成された.ibooks形式のドキュメントはAppleで販売することを承認した場合でしか有料販売できないが、テキストやPDFといった他の形式で作成されたドキュメントの場合この制約は適用されない。Appleが公式にePub形式について言及したように、ドキュメントを.epubに変更することに対しては影響は無いものの、これが明確にならないとドキュメントはEPUB標準と完全互換でないままになる。

## 商標問題
2011年6月、Appleは「iBook」という商標の侵害でニューヨークの出版社であるジョン・T・コルビーに提訴された。コルビーはバイロン・プライスというSFやファンタジーのシリーズものを「iBook」の名で出していた出版社を買収したことでその「iBook」の商標を所有していると主張している。しかしApple側も2006年まで発売していたラップトップPCのシリーズ機種にiBookを発売していた。それでもコルビーは電子書籍を含む書籍出版に関してはその商標を独占的に使用する権利があると主張した。Appleは2010年よりiPadで読める電子書籍の販売で「iBooks」という商標を使用しているが、バイロン・プライスは1999年より「ibooks」ブランドで1000冊以上の書籍を販売している。